# Youchegang (köpinghuvudort i Kina, Zhejiang Sheng, lat 30,83, long 120,75)
Youchegang är en köpinghuvudort i Kina. Den ligger i provinsen Zhejiang, i den östra delen av landet, omkring 85 kilometer nordost om provinshuvudstaden Hangzhou. Antalet invånare är 49 488. Befolkningen består av 24 304 kvinnor och 25 184 män. Barn under 15 år utgör 11,0 %, vuxna 15-64 år 75 %, och äldre över 65 år 13,0 %.
Runt Youchegang är det tätbefolkat, med 849 invånare per kvadratkilometer. Närmaste större samhälle är Jiaxing, 8,5 km söder om Youchegang. Runt Youchegang är det i huvudsak tätbebyggt.
Genomsnittlig årsnederbörd är 1 712 millimeter. Den regnigaste månaden är juni, med i genomsnitt 277 mm nederbörd, och den torraste är november, med 65 mm nederbörd.